# Cantonul Captieux
Cantonul Captieux este un canton din arondismentul Langon, departamentul Gironde, regiunea Aquitania, Franța.

## Comune
- Captieux (reședință)
- Escaudes
- Giscos
- Goualade
- Lartigue
- Saint-Michel-de-Castelnau